# Граденіцька волость
Граденіцька волость — історична адміністративно-територіальна одиниця Одеського повіту Херсонської губернії.
Станом на 1886 рік складалася з 2 поселень, 2 сільських громад. Населення — 6094 особи (3078 чоловічої статі та 3016 — жіночої), 1106 дворових господарств.
|                     | Площа, десятин | У тому числі орної, дес. |
| ------------------- | -------------- | ------------------------ |
| Сільських громад    | 17158          | 13982                    |
| Приватної власності | —              | —                        |
| Казенної власності  | 942            | —                        |
| Іншої власності     | 250            | 237                      |
| Загалом             | 18350          | 14219                    |

Поселення волості:
- Градениця — село при Кучурганському лимані за 60 верст від повітового міста, 3548 осіб, 609 двір, православна церква, школа, 3 лавки, базари через 2 тижні по вівторках.
- Троїцьке — село при річці Турунчук, 2546 осіб, 497 дворів, єдиновірчеська церква, школа, 5 лавок, базари через 2 тижні по четвергах.